# Михайлов, Евгений Эдуардович
Евгений Эдуардович Михайлов (род. 17 марта 1963, Архангельск) — помощник Руководителя Администрации Президента Российской Федерации, губернатор Псковской области с 1996 по 2004 год.

## Биография
Родился 17 марта 1963 года в Архангельске. Своего отца (капитана одного из судов Архангельского пароходства) никогда не видел.

### Образование
Окончил строительный техникум в городе Великие Луки Псковской области в 1982 году с отличием, исторический факультет МГУ имени М. В. Ломоносова в 1991 году, аспирантуру по кафедре истории России исторического факультета МГУ в 1996 году.
Среди его преподавателей был В. А. Вазюлин.

### Трудовая деятельность
Трудовую деятельность начал бетонщиком, работал на Великолукском заводе электротехнического фарфора. Прошёл срочную службу в Советской Армии с 1982 по 1984 год.
С 1984 по 1986 год — старший техник архитектурно-строительного отдела института «Псковгражданпроект».

### Политическая деятельность
С 1988 по 1991 год состоял в КПСС.
В 1990 году выиграл выборы по округу № 83 в Московский городской Совет, примыкал к депутатскому блоку «Демократическая Россия», позже состоял в оппозиции группе Попова — Лужкова. Был избран ответственным секретарем комиссии по бюджетно-финансовой политике, также состоял в комиссии по делам молодёжи.
В мае 1993 года вступил в ЛДПР, с ноября 1993 года был заместителем главного редактора газеты «Правда Жириновского».
В декабре 1993 года был избран депутатом Государственной Думы первого созыва по Псковскому одномандатному округу, входил во фракцию ЛДПР, являлся членом Комитета по бюджету, налогам, банкам и финансам. В декабре 1995 года был избран депутатом Государственной Думы второго созыва (по списку ЛДПР), являлся членом фракции ЛДПР, входил в состав Комитета по бюджету, налогам, банкам и финансам.
Был совместно с депутатом Алексеем Митрофановым соавтором принятого 23 декабря 1994 года Постановления Государственной Думы о совместном заседании Государственной Думы с Верховным Советом Республики Белоруссия, которое было первым официальным документом, направленным на восстановление единого государства.
Осенью 1996 года был инициатором запроса группы депутатов Госдумы в Конституционный Суд Российской Федерации о проверке конституционности Хасавюртовских соглашений, подписанных 31 августа 1996 года. В результате соглашения были признаны не имеющей юридической силы политической декларацией.
В 1996 году баллотировался на пост губернатора Псковской области. В первом туре выборов 20 октября занял второе место (22,71 % голосов), уступив действовавшему губернатору Владиславу Туманову (30,92 % голосов). Во втором туре 3 ноября был избран губернатором, набрав 56,46 % голосов (В. Туманов — 36,89 %). Михайлов стал первым губернатором в истории России от ЛДПР. С 1996 года по должности губернатора входил в Совет Федерации, был членом Комитета по бюджету, налоговой политике, финансовому, валютному и таможенному регулированию, банковской деятельности. Мандат депутата Госдумы в декабре 1996 года перешёл Виктору Яшину.
В 1999 году вышел из ЛДПР. В сентябре 2000 года был избран председателем политсовета Псковской региональной организации партии «Единство».
В марте 2000 года был первым официальным лицом, признавшим гибель 6-й роты 104-го парашютно-десантного полка и погибших ранее бойцов спецназа 2-й бригады.
12 ноября 2000 года был переизбран губернатором на второй срок, набрав на выборах 29 % голосов избирателей, участвовавших в голосовании. Успешному переизбранию помогла смена политической ориентации (переход из ЛДПР в Единство).
На выборах 2004 года являлся фаворитом. В первом туре губернаторских выборов, состоявшемся 14 ноября, занял первое место, набрав 29,71 % голосов избирателей, принявших участие в голосовании (его основной конкурент Михаил Кузнецов получил поддержку 18,34 % избирателей). На повторных выборах 5 декабря 2004 года набрал 41,4 % голосов и уступил победу Михаилу Кузнецову, набравшему 48,83 %.
Март 2006 года — июль 2012 года — помощник Руководителя Администрации Президента Российской Федерации.
С июля 2013 года избран Генеральным директором ОАО Научно-исследовательский центр «Строительство», проработал на этой должности до изменения подведомственности организации в декабре 2013 года.
В конце мая 2014 года приехал в ДНР, в июне стал советником А. Е. Пургина (на общественных началах). 29 июля 2014 года назначен на должность Министра Совета Министров — Управляющего делами Совета министров непризнанной Донецкой Народной Республики. Обеспечивал деятельность Совета Министров, в том числе занимался подготовкой проектов нормативных актов. Проработал на своем посту до ноября 2014 года.
В декабре 2014 года был включен в санкционный список Евросоюза, Канады и Швейцарии.
До марта 2016 года являлся членом партии «Единая Россия».
В 2023 году стал членом Клуба рассерженных патриотов — организации Игоря Стрелкова, которая выступает в поддержку вторжения России на Украину и критикует российские власти за неумелое ведение боевых действий.

## Награды
- Орден Почёта (20 ноября 2003 года) — за большой вклад в социально-экономическое развитие области[21].
- Медаль Пушкина (7 мая 2001 года) — за многолетнюю плодотворную деятельность в области культуры и искусства, большой вклад в укрепление дружбы и сотрудничества между народами[22].
- Почётная грамота Совета Федерации Федерального Собрания Российской Федерации.
- Национальная общественная премия имени Петра Великого (2001 год).

## Семья
Женат, имеет троих сыновей.

## Сочинения
- Ермолаев И., Михайлов Е. Бремя имперской нации. — Псков, 1995.